# Graphiti
Pour l’article ayant un titre homophone, voir Graffiti.
Graphiti pour « groupe de réflexion et action des praticiens hospitaliers et intervenants en toxicomanie interdépartemental » est une association établie à Toulouse (France) et créée en 1990.
Cette association appartient au réseau d'observateurs constitué par le dispositif Trend (Tendances récentes et nouvelles drogues).
Ses actions sont notamment de :
- permettre la rencontre et l'échange entre les différents intervenants en toxicomanie ;
- faciliter l'accès aux soins pour les toxicomanes atteints par le VIH et/ou les hépatites virales ;
- mettre en place une coordination régionale ;
- former et informer sur les sujets liés à la toxicomanie, le sida, les hépatites virales…